# Off the Wall
Off the Wall – piąty album Michaela Jacksona i zarazem pierwszy album wydany przez wytwórnię Epic w 1979 roku. Album jest uznawany za przełomowy moment w karierze Jacksona, będący początkiem jego światowego sukcesu. Sprzedaż światowa płyty wyniosła ponad 20 milionów egzemplarzy. 
Off the Wall zostało włączone w 2008 roku do Grammy Hall of Fame.
Off the Wall jest pierwszym albumem powstałym przy współpracy producenta Quincy'ego Jonesa, odpowiedzialnego później za największe albumy piosenkarza (najlepiej sprzedający się album świata Thriller oraz Bad), którego Jackson poznał na planie filmu Czarnoksiężnik z krainy Oz. 
Jackson jest autorem lub współautorem trzech utworów na płycie. Kompozytorami pozostałych są m.in. Rod Temperton, Paul McCartney i Stevie Wonder. Z każdym z nich artysta współpracował następnie przy albumach Thriller i Bad. Na Off the Wall obecni są także basista Louis Johnson (który gra tu większość partii basowych, co powtórzy również na Thrillerze) oraz klawiszowiec Greg Phillinganes (oprócz współudziału w nagraniach uczestniczył jako muzyk w Bad World Tour).
16 października 2001 roku ukazała się edycja specjalna zawierająca demo „Don’t Stop ’Til You Get Enough” oraz „Workin' Day and Night”, a także wywiady z twórcami albumu, książeczkę ze zdjęciami, tekstami piosenek i dodatkowymi informacjami.
W 2003 album został sklasyfikowany na 68. miejscu listy 500 albumów wszech czasów magazynu Rolling Stone.

## Utwory

### Wydanie oryginalne (1979)
| 1.  | „Don’t Stop ’Til You Get Enough” (Jackson) | 6:05  |
|     |                                            |       |
| 2.  | „Rock with You” (Temperton)                | 3:40  |
|     |                                            |       |
| 3.  | „Workin' Day and Night” (Jackson)          | 5:14  |
|     |                                            |       |
| 4.  | „Get On the Floor” (Jackson/Johnson)       | 4:39  |
|     |                                            |       |
| 5.  | „Off the Wall” (Temperton)                 | 4:06  |
|     |                                            |       |
| 6.  | „Girlfriend” (Paul McCartney)              | 3:05  |
|     |                                            |       |
| 7.  | „She's Out of My Life” (Bahler)            | 3:38  |
|     |                                            |       |
| 8.  | „I Can't Help It” (Greene/Stevie Wonder)   | 6:06  |
|     |                                            |       |
| 9.  | „It's the Falling in Love” (Foster/Sager)  | 3:48  |
|     |                                            |       |
| 10. | „Burn This Disco Out” (Temperton)          | 5:24  |
|     |                                            |       |
|     |                                            | 45:45 |
|     |                                            |       |

### Michael Jackson - Off The Wall (Special Edition) (2001)
| 1.  | „Don’t Stop ’Til You Get Enough”                            | 6:05    |
|     |                                                             |         |
| 2.  | „Rock with You”                                             | 3:40    |
|     |                                                             |         |
| 3.  | „Workin' Day and Night”                                     | 5:13    |
|     |                                                             |         |
| 4.  | „Get On the Floor”                                          | 4:39    |
|     |                                                             |         |
| 5.  | „Off the Wall”                                              | 4:05    |
|     |                                                             |         |
| 6.  | „Girlfriend”                                                | 3:05    |
|     |                                                             |         |
| 7.  | „She's Out of My Life”                                      | 3:38    |
|     |                                                             |         |
| 8.  | „I Can't Help It”                                           | 4:29    |
|     |                                                             |         |
| 9.  | „It's the Falling in Love”                                  | 3:48    |
|     |                                                             |         |
| 10. | „Burn This Disco Out”                                       | 3:44    |
|     |                                                             |         |
| 11. | „Interview Quincy Jones”                                    | 0:37    |
|     |                                                             |         |
| 12. | „Intro Don’t Stop ’Til You Get Enough (Original Demo 1978)” | 0:13    |
|     |                                                             |         |
| 13. | „Don’t Stop ’Til You Get Enough (Original Demo 1978)”       | 4:48    |
|     |                                                             |         |
| 14. | „Interview Quincy Jones 2”                                  | 0:30    |
|     |                                                             |         |
| 15. | „Intro Workin' Day And Night (Original Demo 1978)”          | 0:10    |
|     |                                                             |         |
| 16. | „Workin' Day And Night (Original Demo 1978)”                | 4:19    |
|     |                                                             |         |
| 17. | „Interview Quincy Jones 3”                                  | 0:48    |
|     |                                                             |         |
| 18. | „Interview Rod Temperton”                                   | 4:57    |
|     |                                                             |         |
| 19. | „Interview Quincy Jones 4”                                  | 1:32    |
|     |                                                             |         |
|     |                                                             | 1:00:20 |
|     |                                                             |         |

## Informacje szczegółowe

### „Don’t Stop ’Til You Get Enough”
- Słowa i muzyka: Michael Jackson
- Produkcja: Quincy Jones
- Współpraca: Michael Jackson
- Wokale: Michael Jackson
- Bas: Louis Johnson
- Perkusja: John Robinson
- Pianino: Greg Phillinganes
- Gitary: David Williams i Marlo Henderson
- Instrumenty perkusyjne: Michael Jackson, Randy Jackson i Paulinho Da Costa
- Aranżacja sekcji dętej: Jerry Hey 
  - Wykonanie: The Seawind Horns:
    - Trąbka i skrzydłówka: Jerry Hey
    - Saksofon tenorowy i altowy oraz flet: Larry Williams
    - Saksofon barytonowy i tenorowy oraz flet: Kim Hutchcroft
    - Puzon: William Reichenbach
    - Trąbka: Gary Grant
- Aranżacja rytmiczna: Greg Phillinganes i Michael Jackson
- Aranżacja wokalu i instrumentów perkusyjnych: Michael Jackson
- Aranżacja smyczków: Ben Wright
- Dyrygent: Gerald Vinci
- Wokale w tle: Jim Gilstrap, Augie Johnson, Mortonette Jenkins, Paulette McWilliams i Zedric Williams

### „Rock with You”
- Słowa i muzyka: Rod Temperton
- Produkcja: Quincy Jones
- Wokale: Michael Jackson
- Bas: Bobby Watson
- Perkusja: John Robinson
- Gitary: David Williams i Marlo Henderson
- Syntezatory: Greg Phillinganes i Michael Boddicker
- Pianino: David „Hawk” Wolinski
- Aranżacja sekcji dętej: Jerry Hey 
  - Wykonanie: The Seawind Horns:
    - Trąbka i skrzydłówka: Jerry Hey
    - Saksofon tenorowy i altowy oraz flet: Larry Williams
    - Saksofon barytonowy i tenorowy oraz flet: Kim Hutchcroft
    - Puzon: William Reichenbach
    - Trąbka: Gary Grant
- Aranżacja rytmiczna i wokalna: Rod Temperton
- Aranżacja smyczków: Ben Wright
- Dyrygent: Gerald Vinci

### „Workin' Day and Night”
- Słowa i muzyka: Michael Jackson
- Produkcja: Quincy Jones
- Współpraca: Michael Jackson
- Wokale: Michael Jackson
- Bas: Louis Johnson
- Perkusja: John Robinson
- Gitary: David Williams i Phil Upchurch
- Pianino: Greg Phillinganes
- Instrumenty perkusyjne: Paulinho Da Costa, Michael Jackson i John Robinson
- Aranżacja sekcji dętej: Jerry Hey 
  - Wykonanie: The Seawind Horns:
    - Trąbka i skrzydłówka: Jerry Hey
    - Saksofon tenorowy i altowy oraz flet: Larry Williams
    - Saksofon barytonowy i tenorowy oraz flet: Kim Hutchcroft
    - Puzon: William Reichenbach
    - Trąbka: Gary Grant
- Aranżacja rytmiczna: Greg Phillinganes i Michael Jackson
- Aranżacja wokalna i instrumentów perkusyjnych: Michael Jackson

### „Get on the Floor”
- Słowa i muzyka: Michael Jackson i Louis Johnson
- Produkcja: Quincy Jones
- Współpraca: Michael Jackson
- Wokale: Michael Jackson
- Bas: Louis Johnson
- Perkusja: John Robinson
- Clavinet: Greg Phillinganes
- Instrumenty perkusyjne: Paulinho Da Costa
- Gitara: Wah Wah Watson
- Aranżacja sekcji dętej: Jerry Hey 
  - Wykonanie: The Seawind Horns:
    - Trąbka i skrzydłówka: Jerry Hey
    - Saksofon tenorowy i altowy oraz flet: Larry Williams
    - Saksofon barytonowy i tenorowy oraz flet: Kim Hutchcroft
    - Puzon: William Reichenbach
    - Trąbka: Gary Grant
- Aranżacja rytmiczna: Louis Johnson i Quincy Jones
- Aranżacja smyczków: Ben Wright
- Dyrygent: Gerald Vinci
- Aranżacja wokalna: Michael Jackson
- Wokale w tle: Jim Gilstrap, Augie Johnson, Mortonette Jenkins, Paulette McWilliams i Zedric Williams

### „Off the Wall”
- Słowa i muzyka: Rod Temperton
- Produkcja: Quincy Jones
- Wokale: Michael Jackson
- Bas: Louis Johnson
- Perkusja: John Robinson
- Gitara: David Williams and Marlo Henderson
- Pianino i syntezator: Greg Phillinganes
- Programowanie syntezatorów: Michael Boddicker
- Syntezatory i programowanie syntezatorów: George Duke
- Instrumenty perkusyjne: Paulinho Da Costa
- Aranżacja sekcji dętej: Jerry Hey 
  - Wykonanie: The Seawind Horns:
    - Trąbka i skrzydłówka: Jerry Hey
    - Saksofon tenorowy i altowy oraz flet: Larry Williams
    - Saksofon barytonowy i tenorowy oraz flet: Kim Hutchcroft
    - Puzon: William Reichenbach
    - Trąbka: Gary Grant
- Aranżacja rytmiczna i wokalna: Rod Temperton

### „Girlfriend”
- Słowa i muzyka: Paul McCartney
- Produkcja: Quincy Jones
- Wokale: Michael Jackson
- Bas: Louis Johnson
- Perkusja: John Robinson
- Pianino: Greg Phillinganes
- Synteztor: David Foster
- Programowanie syntezatora: George Duke
- Gitara: Wah Wah Watson i Marlo Henderson
- Aranżacja sekcji dętej: Jerry Hey 
  - Wykonanie: The Seawind Horns:
    - Trąbka i skrzydłówka: Jerry Hey
    - Saksofon tenorowy i altowy oraz flet: Larry Williams
    - Saksofon barytonowy i tenorowy oraz flet: Kim Hutchcroft
    - Puzon: William Reichenbach
    - Trąbka: Gary Grant
- Aranżacja rytmiczna: Quincy Jones, Tom Bahler i Greg Phillinganes
- Aranżacja wokalna: Michael Jackson i Quincy Jones

### „She's Out of My Life”
- Słowa i muzyka: Tom Bahler
- Produkcja: Quincy Jones
- Wokale: Michael Jackson
- Bas: Louis Johnson
- Gitara: Larry Carlton
- Pianino: Greg Phillinganes
- Aranżacja smyczków: Johnny Mandel
- Dyrygent: Gerald Vinci

### „I Can't Help It”
- Słowa i muzyka: Stevie Wonder and Susaye Greene-Browne
- Produkcja: Quincy Jones
- Wokale: Michael Jackson
- Bas: Louis Johnson
- Perkusja: John Robinson
- Pianino i syntezator: Greg Phillinganes
- Programowanie syntezatora: Michael Boddicker
- Instrumenty perkusyjne: Paulinho Da Costa
- Aranżacja sekcji dętej: Jerry Hey 
  - Wykonanie: The Seawind Horns:
    - Trąbka i skrzydłówka: Jerry Hey
    - Saksofon tenorowy i altowy oraz flet: Larry Williams
    - Saksofon barytonowy i tenorowy oraz flet: Kim Hutchcroft
    - Puzon: William Reichenbach
    - Trąbka: Gary Grant
- Aranżacja rytmiczna: Greg Phillinganes i Stevie Wonder
- Aranżacja smyczków: Johnny Mandel
- Dyrygent: Gerald Vinci

### „It's the Falling in Love”
- Słowa i muzyka: Carole Bayer Sager i David Foster
- Produkcja: Quincy Jones
- Wokale: Michael Jackson and Patti Austin
- Bas: Louis Johnson
- Perkusja: John Robinson
- Gitara: Wah Wah Watson i Marlo Henderson
- Pianino: Greg Phillinganes
- Syntezator: David Foster
- Programowanie syntezatorów: Steve Porcaro
- Aranżacja sekcji dętej: Jerry Hey 
  - Wykonanie: The Seawind Horns:
    - Trąbka i skrzydłówka: Jerry Hey
    - Saksofon tenorowy i altowy oraz flet: Larry Williams
    - Saksofon barytonowy i tenorowy oraz flet: Kim Hutchcroft
    - Puzon: William Reichenbach
    - Trąbka: Gary Grant
- Aranżacja rytmiczna: Quincy Jones i David Foster
- Aranżacja wokalna: Quincy Jones i Tom Bahler

### „Burn this Disco Out”
- Słowa i muzyka: Rod Temperton
- Produkcja: Quincy Jones
- Wokale: Michael Jackson
- Bas: Louis Johnson
- Perkusja: John Robinson
- Gitara: David Williams i Marlo Henderson
- Pianino: Greg Phillinganes
- Instrumenty perkusyjne: Paulinho Da Costa
- Aranżacja sekcji dętej: Jerry Hey 
  - Wykonanie: The Seawind Horns:
    - Trąbka i skrzydłówka: Jerry Hey
    - Saksofon tenorowy i altowy oraz flet: Larry Williams
    - Saksofon barytonowy i tenorowy oraz flet: Kim Hutchcroft
    - Puzon: William Reichenbach
    - Trąbka: Gary Grant
- Aranżacja rytmiczna i wokalna: Rod Temperton

### Informacje techniczne
- Management: Weisner - DeMann Entertainment, Inc. and Joe Jackson
- Nagranie i zmiksowanie: Bruce Swedien
- Rytm i wokale nagrane w: Allen Zentz Recording
- asystenci: Steve Conger i Rick Ash
- Partie dęte nagrane w: Westlake Audio
- asystenci: Ed Cherney, Erik Zobler, Jim Fitzpatrick i Mitch Gibson
- Partie smyczków nagrane w: Cherokee Studios
- asystent: Frank „Cheech” D’Amico
- Miks: Westlake Audio przez: Bruce Swedien
- Projekt okładki: Mike Salisbury
- Zdjęcie: Steve Harvey

### Informacje o edycji specjalnej
- Wywiad z Rodem Tempertonem przeprowadził Tom Vicker
- Wywiad z Quincym Jonesem przeprowadził David Wild
- Głos: Jason Dietz
- Projekt: David Coleman i Monster X
- Zdjęcia: Ebert Roberts i Steve Harvey

## Single
- 1979: „Don’t Stop ’Til You Get Enough”
- 1979: „Rock with You”
- 1980: „Off the Wall”
- 1980: „She's Out of My Life”
- 1980: „Girlfriend”